# Las Lanchuelas
Las Lanchuelas es una entidad singular de población del municipio español de Valencia de Alcántara, en la provincia de Cáceres.
En 2015 tiene 86 habitantes, de los cuales solamente 26 viven en el caserío.

## Cultura

### Patrimonio material
- Crómlech de Las Lanchuelas.[2]
- Iglesia dedicada a la Virgen de Fátima.

### Patrimonio inmaterial
- Fiestas patronales en abril en honor a la Virgen de Fátima.[3]